# HD 84810

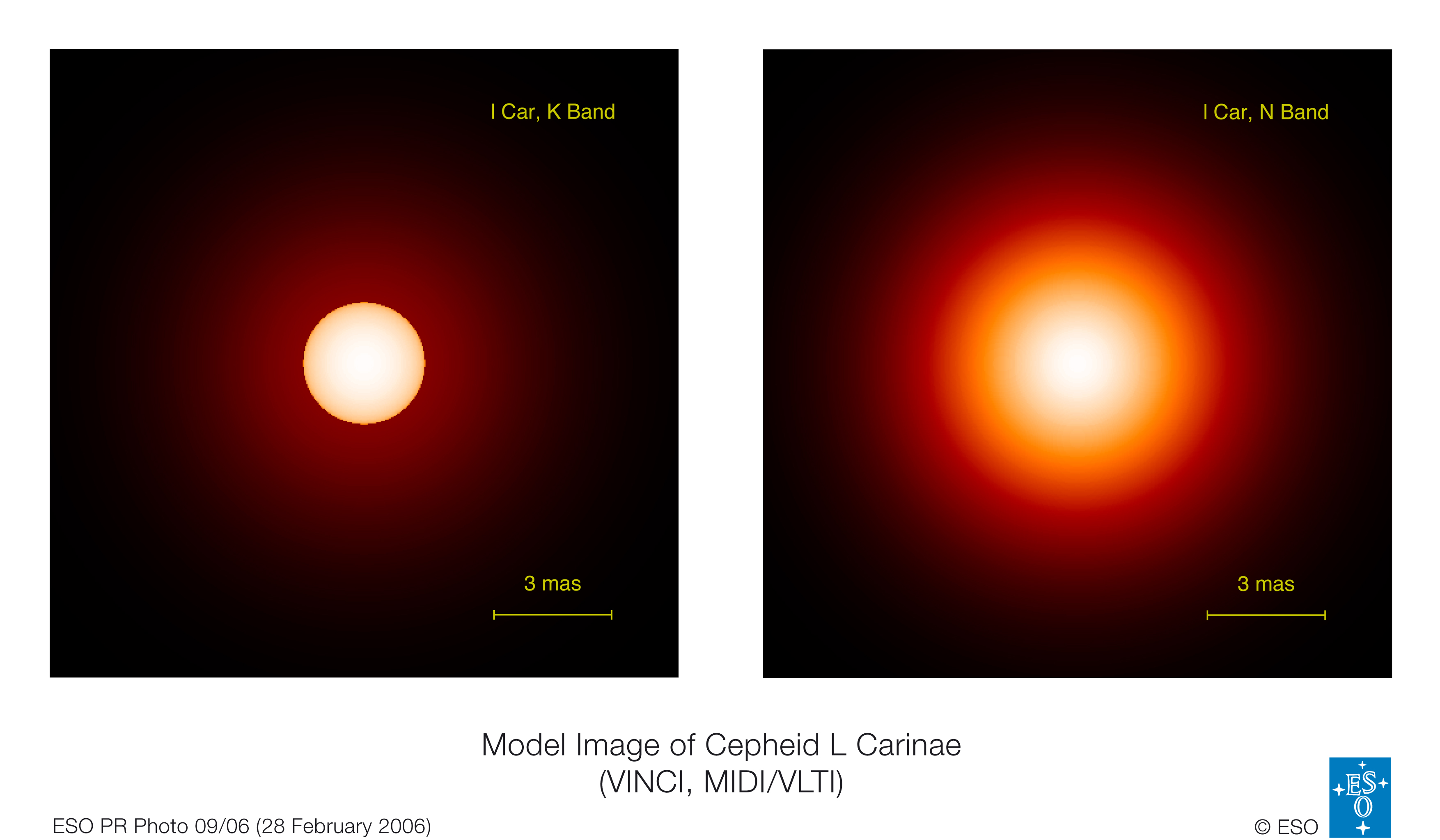
ESO - Imagen modelo de Cefeida l Carinae

HD 84810 (HR 3884), más conocida por el nombre de l Carinae (leído como «ele» Carinae), es una estrella de la constelación de Carina que se encuentra a unos 1850 años luz del sistema solar.

## Características
l Carinae es una variable cefeida, cuyas representantes más conocidas son δ Cephei, Mekbuda (ζ Geminorum) y η Aquilae. Como otras estrellas de este grupo es una supergigante amarilla de tipo espectral G3Ib, cuyo brillo oscila entre magnitud aparente +3,28 y +4,10 a lo largo de un ciclo de 35,536 días, uno de los más largos para este tipo de variables. Al estar relacionado en las cefeidas el período de variación con la luminosidad, su largo período indica una gran luminosidad, que en su máximo es 13 500 veces mayor que la luminosidad solar. Al ser estrellas pulsantes su tamaño también varía a lo largo del período: el radio de l Carinae oscila entre 160 y 194 veces el radio solar, girando sobre sí misma con una velocidad de rotación proyectada de 7 km/s.
También característico de estas estrellas es su tipo espectral, que varía entre F8 y K0. Su temperatura aproximada es de 5200 K.
A partir de su luminosidad y temperatura se puede estimar su masa, en torno a 9 o 10 masas solares. Ello la sitúa justo por debajo del límite a partir del cual las estrellas explotan como supernovas.
Su edad se estima en 33,3 ± 5,9 millones de años.

## Composición química
l Carinae muestra una abundancia relativa de hierro comparable a la solar ([Fe/H] = +0,05).
En general, los diversos elementos evaluados tienen también niveles semejantes a los del Sol. Solo unos pocos son más abundantes; en concreto, la relación [O/H] = 0,25 es considerablemente más alta que en otras conocidas cefeidas como δ Cephei, Mekbuda, W Sagittarii o Y Sagittarii.